# Акулий торнадо
«Акулий торнадо» (англ. Sharknado) — это американский научно-фантастический комедийный фильм-катастрофа 2013 года, снятый для телевидения режиссером Энтони Ферранте. В фильме демонстрируется водяной смерч, который поднимает акул из океана и помещает их в Лос-Анджелес (в первой части серии фильмов «Акулий торнадо»). Фильм впервые вышел в эфир 11 июля 2013 года на канале Syfy, в нем снялись Тара Рид, Ян Зиринг и Джон Херд. Картина была показана в кинотеатрах Regal Cinemas и Fathom Events в полночь, где она заработала 200 000 долларов за 200 показов. Благодаря своему клишированному сюжету и театральности фильм быстро стал культовым. Сама идея представлена впервые и, возможно, вдохновлена комиксом «Корова и мальчик», в комиксе от 2 октября 2006 года, где упоминается эта нелепая идея для фильма.
Было снято пять сиквелов: Акулий торнадо 2: Второй по счёту, Акулий торнадо 3, Акулий торнадо 4: Пробуждение, Акулий торнадо 5: Глобальное роение и Последний акулий торнадо: Как раз вовремя, где шестой и последний фильм франшизы вышел 19 августа 2018 года. Хотя оригинальный фильм не был явной комедией, сохраняя по крайней мере фасад серьезности, несмотря на неправдоподобный сюжет, сиквелы носили более откровенно комедийный характер.

## Сюжет
Ужасный водяной смерч поднимает из океана в воздух тысячи акул и обрушивает их на Лос-Анджелес. Сёрфер Фин Шеперд вместе с друзьями Базом и Новой отправляется на поиски своей жены Эйприл и дочери-подростка Клаудии после того, как бар был разрушен наводнением. Во время поездки в дом Эйприл группа останавливается на автостраде, чтобы спасти людей, поскольку наводнение приводит туда акул. Джордж был убит, а оставшаяся группа узнаёт о предупреждении о торнадо. Они прибывают в дом Эйприл незадолго до того, как первый этаж был затоплен и заполнен акулами. Коллин, парень Эйприл, был съеден акулами, но остальная группа убегает целыми и невредимыми из дома, который разрушился.
Фин останавливает автомобиль, чтобы спасти детей, застрявших в автобусе, от атакующих их акул. Впоследствие водителя автобуса убивают. Нова садится за руль и продолжает вести машину, пока акула не падает им на крышу автомобиля и не срывает ее. В автомобиле пробивает бензобак, и группа выбегает из него, прежде чем машина взрывается. Они крадут ещё одну машину, и Фин встречается с сыном Алексом Мэттом, которого нашли в его укрытии в летней школе. Они заимствуют оборудование из соседнего хранилища. Мэтт и Нова питают друг к другу симпатию, и они решают остановить торнадо, бросая в них бомбы с вертолета. Два торнадо были уничтожены, но они не могут остановить третье.
Когда Нова сражается с акулой, которая зацепилась за вертолет, она случайно выпадает из вертолета, и её съедает другая акула. Мэтт пал в горе. Баз также потерялся во время шторма вместе с друзьями Мэтта Бобби и Луеллином. В конечном счете, Фин разрушает последнее торнадо с помощью бомбы, прикрепленной к его машине, и все акулы начинают падать на землю. Одна падающая акула летит прямо к остальным членам группы. Фин прыгает в пасть и с помощью бензопилы вырывается из живота акулы вместе с целой и невредимой Новой. Фин воссоединяется вместе с Эйприл, и они возвращаются домой.

## В ролях
| Актёр       | Роль           |
| ----------- | -------------- |
| Тара Рид    | Эйприл Векслер |
| Иан Зиринг  | Фин Шеперд     |
| Джон Хёрд   | Джордж         |
| Кэсси Сербо | Нова Кларк     |
| Обри Пиплз  | Клаудия Шеперд |

## Рейтинги
Премьера фильма прошла 11 июля 2013 года и собрала у экранов 1,4 миллиона зрителей, что чуть ниже средней аудитории в 1,5 миллиона у обычного фильма Syfy. Фильм вызвал бурное обсуждение в Твиттере, о нём высказывались Деймон Линделоф, Уил Уитон, Оливия Уайлд, Кори Монтейт. Из-за такой неожиданной популярности Syfy повторно показал фильм через неделю, 18 июля. На этот раз фильм посмотрело 1,89 миллиона человек (на 38 % больше, чем в первый раз). Третий показ 27 июля собрал аудиторию в 2,1 миллиона зрителей.

### Мерчандайзинг
В августе 2013 года Syfy и The Asylum объявили о выпуске мерчендайза фильма, включая футболки и, возможно, другие товары, такие как костюмы, сумки и постеры. Funko приобрела лицензионное соглашение на производство POP-виниловой версии Акульего торнадо.

## Отзывы
Фильм получил довольно положительные отзывы от кинокритиков. На сайте Rotten Tomatoes фильм получил рейтинг одобрения 74% на основе 19 рецензий; средняя оценка - 6,12/10. Консенсус сайта гласит: "Гордый, бесстыдный и славно безмозглый, "Акулий торнадо" дает новое определение "так плохо, что хорошо" для нового поколения".
Рецензент Мэри МакНамара, пишущая для Los Angeles Times, отметила, что сюжетные дыры - это "весь смысл подобных фильмов: сказочный домашний комментарий". Часто это сопровождается употреблением большого количества алкогольных напитков". Дэвид Хинкли из New York Daily News сказал: "Акулий торнадо - это полтора часа вашей жизни, которые вы никогда не вернете. И вы не захотите".
Ким Ньюман из Empire назвал фильм "циничным мусором, с привлекающим внимание названием и достаточным количеством кадров ужасных CG-акул в ужасном CG-торнадо, пожирающих людей, чтобы заполнить трейлер, подходящий для привлечения просмотров на YouTube".
Акулий торнадо стал культовым фильмом. Фильм был использован для мероприятия RiffTrax Live в июле 2014 года, где бывшие участники Mystery Science Theater 3000 высмеивали фильм для живой аудитории и транслировали его в другие кинотеатры через NCM Fathom; идея использовать фильм для этого была вызвана тем, что продюсеры первого фильма обсуждали фильм с Fathom в то же время. После мероприятия Ферранте сказал: "Быть высмеянным ребятами из MST3K было большой честью". В 2016 году сайт Homes.com добавил в свои руководства по подготовке к стихийным бедствиям страницу "Как подготовить свой дом к встрече с торнадо из акул".

## Сиквел
Телеканал Syfy заказал сиквел, действие которого будет происходить в Нью-Йорке, и устроил конкурс через Твиттер на лучшее название. 8 августа 2013 года было утверждено название «Акулий торнадо 2: Второй по счёту» (Sharknado 2: The Second One). Премьера сиквела состоялась в июле 2014 года. 22 июля 2015 года на Syfy был показан третий фильм — Акулий Торнадо 3 (Sharknado 3: Oh Hell No!), после премьеры которого было объявлено о следующем сиквеле, запланированном на июль 2016 года. На этот раз фанаты могли проголосовать на твиттере и на официальном сайте канала Syfy — что они хотят увидеть в четвёртой части акульего торнадо.